# Bahnhof Meidling (metropolitana di Vienna)
Bahnhof Meidling (denominata fino al 4 ottobre 2013 Philadelphiabrücke) è una stazione della linea U6 della metropolitana di Vienna situata nel 12º distretto situata sotto alla stazione di Vienna Meidling con cui costituisce un nodo di traffico intermodale.

## Storia
La stazione è stata inaugurata il 7 ottobre 1989 ed è stata il capolinea meridionale della linea U6 fino al 15 aprile 1995, quando entrò in servizio il prolungamento fino a Siebenhirten.

## Descrizione
La stazione è sotterranea e si trova un livello sotto ai binari della stazione di Vienna Meidling. Le banchine di accesso sono dedicate solo ai treni della metropolitana e sono prive di barriere architettoniche.

## Ingressi
- Wilhelmstraße
- Schedifkaplatz
- Meidlinger Hauptstraße
- Franz Reinelt Steg
- Eichenstraße